# Nakajima J5N
Nakajima J5N "Tenrai" je bio lovački zrakoplov Japanske carske mornarice tijekom Drugog svjetskog rata.

## Dizajn i razvoj
Tijekom proljeća 1943. godine Japanska carska mornarica je izdala zahtjev za novim lovačkim zrakoplovom s dva motora sposobnim da dosegne brzinu od 666 km/h na 6,000m. Tvrtka Nakajima je dostavila prijedlog zrakoplova baziranog na njihovom J1N1 Gekko noćnom lovcu s tri člana posade iako je ovaj novi zrakoplov, označen kao J5N1 bio znatno manjih dimenzija. Izgled J5N je bio sličan onome J1N, nisko postavljenih krila s dva motora „Nakajima Homare 21“. Radi dobivanja maksimalne iskorištenosti snage motora dodana su dva velika četverokraka propelera. Podvozje se dizalo prema stražnjem dijelu, dok je stražnji kotač bio fiksan. Položaj kokpita je pilotu omogućavaju veliku preglednost, posebice prilikom polijetanja i slijetanja.
Naoružanje je bilo impresivno i sastojalo se od dva topa od 30mm i 20mm, dok je zrakoplov mogao ponijeti i bombu od 250 kg. J5N je dizajniran kako bi se mogao suprotstaviti teško naoružanim američkim lovcima na Pacifiku. Radi bolje koncentracije vatrene moći sva četiri topa su bila smještena u nosu zrakoplova.
Japanska carska mornarica je autorizirala razvoj zrakoplova J5N1, isti je dobio naziv Tenrai ("Nebeski grom") i izdan je zahtjev za izgradnjom 6 prototipa. Prvi prototip je poletio 13. lipnja 1945. godine i nije zadovoljio. Brzina mu je bila samo 597 km/h – mnogo manja od traženih 666 km/h. Iako je izrađeno još 5 prototipova s brojnim poboljšanjima, zrakoplov nikad nije uspio dostići traženu brzinu i ubrzo je cijeli projekt otkazan.

## Inačice
- J5N1 – jedina inačica, 6 izrađenih.

## Korisnici
- Japan

## Tehničke karakteristike (J5N1)
Osnovne karakteristike
- posada: 1
- dužina: 11.46 m
- raspon krila: 14.00 m
- površina krila: 32 m2
- visina: 2.38 m

Letne karakteristike
- najveća brzina: 619 km/h
- brzina penjanja: 900 m/min
- specifično opterećenje krila: 230 kg/m 2
- motor: 2 x Nakajima Homare 21
  - propeler: 2

Naoružanje
- naoružanje: 2 × 30 mm top i/ili 2 × 20 mm „Type 99“ top, 1 × 250 kg bomba